# Каусс Меланія Донатівна
Меланія Донатівна Каусс (1915, село Марієнгаузенської (Вілякської) волості Люцинського повіту Вітебської губернії, тепер Латвія — ?) — латиська радянська діячка, селянка Вілякської волості. Депутат Верховної Ради СРСР 2-го скликання.

## Життєпис
Народилася в селянській родині. Батько у 1918 році пішов до Червоної армії та пропав безвісти на фронтах. З восьмирічного віку пасла худобу, наймитувала в заможних селян.
У 1934 році вийшла заміж за бідного селянина Яна Каусса. Переїхала до села Мейрово Вілякського повіту, де займалася сільським господарством. З 1939 до 1940 року наймитувала в Літенській волості Мадонського повіту.
У 1940 році повернулася в село Мейрово Чебатарівської сільської ради Вілякського повіту (потім — Абренського району), займалася сільським господарством, працювала уповноваженою «десятидвірки».

## Нагороди
- медалі